# 덴마크 요리

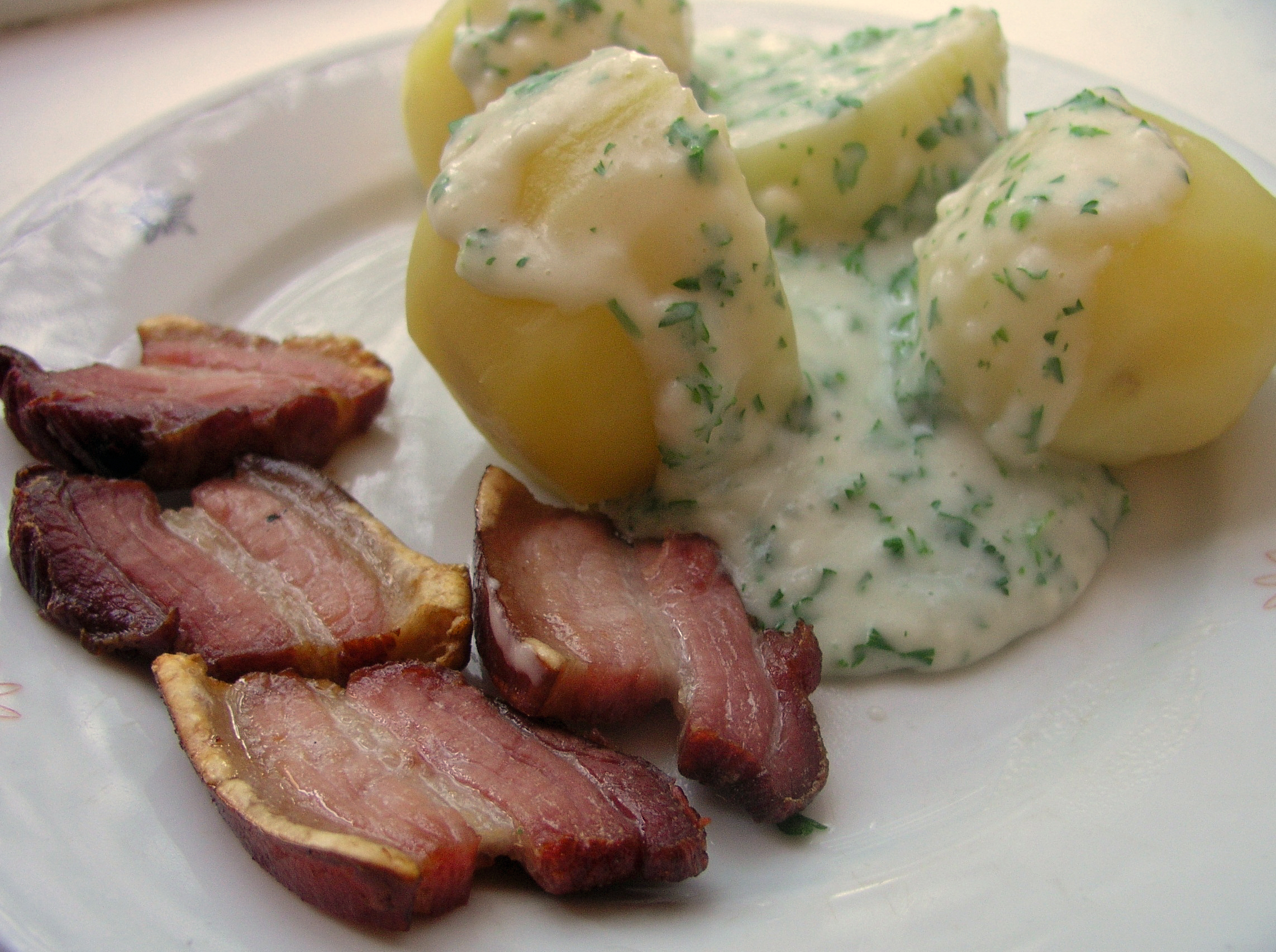
스텍트 플레스크

덴마크 요리(Denmark 料理, 덴마크어: dansk køkken 단스크 쾨켄[*])는 북유럽에 있는 덴마크의 요리이다. 핀란드, 노르웨이, 아이슬란드, 스웨덴 등 다른 북유럽 국가의 요리와 남쪽으로 국경에 접한 독일 북부 지방의 요리처럼 육중하며, 거의 대부분 고기와 생선으로 구성되어 있다. 그 이유로는 과거 덴마크 농업과 지리적으로나 기후 조건에서 추운 겨울이 길었기 때문이다.
전통적인 덴마크 요리는 튀긴 미트볼인 프리카델레르(frikadeller)와 카르보나데르 (karbonader/krebinetter), 그리고 스테이크로 대부분 감자와 함께 먹지만, 오늘날의 덴마크에서 이는 이전보다 인기가 덜 하다. 생선 역시 널리 먹으며, 특히 윌란반도의 서쪽 해안가 지역에서 생선을 많이 먹는다. 전통적으로 사랑받는 조미료인 레물라드는 감자튀김과 함께, 튀긴 가자미, 혹은 살라미, 혹은 로스트 비프, 샌드위치 위에 끼얹어서 먹는다. 지역 훈제소 로이에리에르 (røgerier), 특히 보른홀름 섬에서 훈제된 청어, 고등어, 장어 등의 생선 요리는 점차 인기를 얻고 있다.
덴마크 음식에서 가장 흥미로운 점은 펼친 루그브뢰드(rugbrød, 호밀빵) 샌드위치 혹은 스뫼레브뢰드(smørrebrød)의 다양한 종류의 변형으로 전통적으로 점심 식사 "프로코스트" (frokost)로 먹는다. 이 점심은 흔히 절인 청어, 훈제된 장어나 빵가루를 묻혀 튀겨낸 가자미로 시작한다. 그 다음에는 레물라드 소스를 바른 차가운 구운 쇠고기 샌드위치와 양파튀김, 구운 돼지고기와 붉은 양배추를 곁들인 돼지고기 껍질인 플레스케스베르(flæskesvær), 뜨거운 등심 구이와, 덴마크식 미트볼인 프리카델레르, 또는 베이컨과 양송이 버섯이 들어가고, 간으로 만든 스프레드인 레베르포스테이(Leverpostej)가 있다. 일반적인 식사로는 "솔 오베르 구드옘"(Sol over Gudhjem)이 있는데, 이는 구드옘 위로 해가 떠있다라는 뜻으로, 훈제 청어와, 골파, 그리고 날달걀 노른자를 위에 끼얹어 먹는 것이다. 또는 "뒤를렌겐스 나트마드"(Dyrlægens natmad)는 '수의사의 야식'이라는 뜻으로 레베르포스테이와 콘드 비프, 양파와 젤리, 콘소메가 있다. 마지막으로 치즈를 무, 땅콩 또는 포도와 함께 먹는다. 여러 개 작은 잔의 스납스나 아카바비트(aquavit)와 함께 나오는 라거 맥주는 덴마크 점심으로 선호되는 음료수다.

## 같이 보기
- 북유럽 요리